# Grand Kru County
Grand Kru County ist eine Verwaltungsregion (County) in Liberia, sie hat eine Größe von 3 895 km² und besaß bei der letzten Volkszählung (2008) 57.913 Einwohner.
Die Verwaltungsregion untergliedert sich in 18 Distrikte. Die Hauptstadt ist Barclayville im gleichnamigen Distrikt.
| Distrikt          | Ew. (2008) männlich | Ew. (2008) weiblich | Ew. (2008) Gesamt |
| ----------------- | ------------------- | ------------------- | ----------------- |
| Barclayville      | 5.778               | 5.795               | 11.573            |
| Bleebo            | 873                 | 837                 | 1.710             |
| Bolloh            | 1.052               | 865                 | 1.917             |
| Buah              | 344                 | 299                 | 643               |
| Dorbor            | 1.197               | 1.167               | 2.364             |
| Dweh              | 473                 | 455                 | 928               |
| Felo-Jekwi        | 981                 | 1.030               | 2.011             |
| Fenetoe           | 872                 | 824                 | 1.696             |
| Forpoh            | 816                 | 729                 | 1.545             |
| Garraway          | 4.968               | 4.557               | 9.525             |
| Gee               | 1.254               | 1.289               | 2.543             |
| Grand Cess Wedabo | 5.523               | 5.286               | 10.809            |
| Grand Kru         | 29.648              | 28.265              | 57.913            |
| Kpi               | 848                 | 749                 | 1.597             |
| Lower Jloh        | 669                 | 616                 | 1.285             |
| Nrokwia           | 1.010               | 866                 | 1.876             |
| Trenbo            | 1.860               | 1.771               | 3.631             |
| Upper Jloh        | 773                 | 800                 | 1.573             |
| Wlogba            | 357                 | 330                 | 687               |

Grand Kru liegt im Süden Liberias an der Atlantikküste. Die Region wurde 1984/1985 aus dem Sasstown Territory und dem vormals zu Maryland gehörenden Kru Coast Territory gebildet. Die Region ist dünn besiedelt, das Straßennetz kaum ausgebaut. Wichtigste Sprachen sind Grebo und Kru.
Wichtigster Wirtschaftszweig ist die Subsistenz-Landwirtschaft, die oft in Form von Brandrodung praktiziert wird. Angebaut werden Upland-Reis, Maniok, Palmnüsse, tropische Früchte, in feuchteren Gebieten Zuckerrohr und diverse Bananensorten und als Cash Crops Kaffee, Kakao und Kolanüsse. An der Küste wird Fischfang betrieben.

## Politik
Bei den 2005 durchgeführten ersten demokratischen Senatswahlen nach dem Bürgerkrieg wurde Cletus Segbe Wotorson von der COTOL und Blamoh Nelson von der APD gewählt.
Als eines der ersten Hilfs- und Infrastrukturprojekte der Regierung Ellen Johnson Sirleaf wurde im Jahr 2006 die George W. Bush Bridge in Barclayville errichtet.